# Jean Tarde

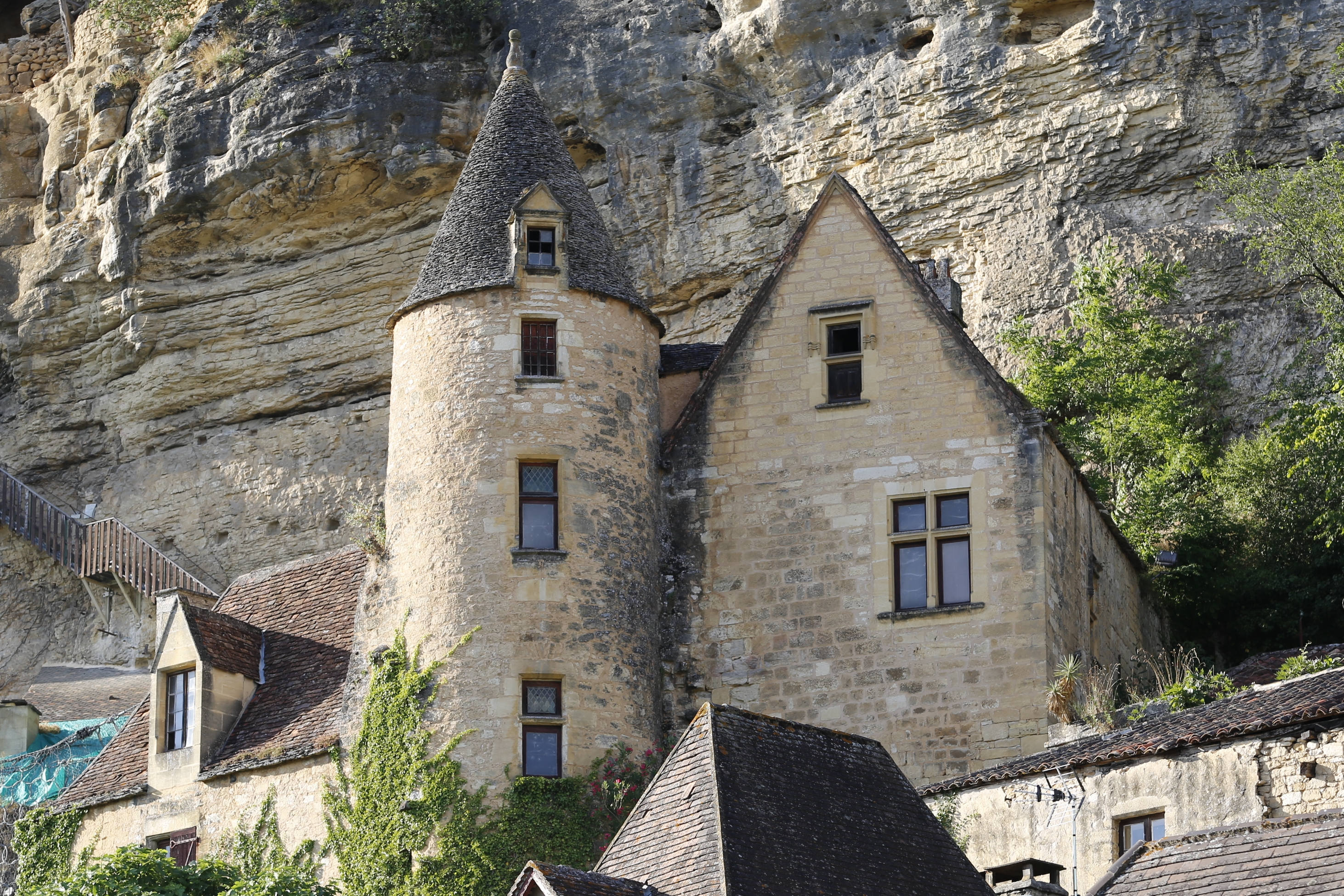
Château de Tarde in La Roque-Gageac

Jean Tarde (La Roque-Gageac, 1562 of 1562 - aldaar, 1636) was een Frans kanunnik en wetenschapper. Hij was actief op het gebied van wiskunde, astronomie, cartografie en geschiedschrijving.

## Biografie
Tarde werd geboren in de welgestelde burgerij in het dorp La Roque-Gageac. Hij studeerde in Cahors en vervolgens aan de Sorbonne. Hij kreeg een aanstelling als kanunnik aan het kathedraal kapittel van Sarlat en werd als theoloog de rechterhand van de bisschop van Sarlat. Hij schreef een kroniek van het bisdom Sarlat. Tarde werd aangesteld als aalmoezenier van koning Hendrik IV.
Als student al had Tarde interesse in wiskunde en astronomie. Hij reisde tweemaal naar Italië en ontmoette tijdens zijn tweede reis Galileo Galilei in Florence. Terug in Frankrijk liet hij in La Roque-Gageac in 1615 een observatorium bouwen. Tarde bestudeerde daar de zonnevlekken en poneerde in zijn werk Borbonia sidera (1620) de theorie dat het ging om satellieten in een baan om de zon. Hij tekende ook landkaarten van Aquitanië. 
Jean Tarde overleed in 1636 en werd begraven in de Saint-Benoîtkapel in Sarlat.